# Phrynus marginemaculatus
Phrynus marginemaculatus is een zweepspinnensoort uit het geslacht Phrynus. De wetenschappelijke naam van de soort is voor het eerst geldig gepubliceerd in 1841 door Carl Ludwig Koch.
De soort komt voor in West-Indië (o.a. de Bahama's, Jamaica, Cuba en Hispaniola) en het zuiden van Florida.
Zoals andere zweepspinnen gebruikt Phrynus marginemaculatus drie paar poten om zich voort te bewegen, terwijl de voorste poten erg lang en voelsprietachtig zijn. Ze gebruikt deze om zich te oriënteren in de richting van een prooi, alvorens deze aan te vallen met haar pedipalpen (nochtans blijken deze lange voorpoten niet onmisbaar; spinnen die ze hebben afgeworpen kunnen nog steeds prooi vangen). De spin leeft vermoedelijk van insecten en andere kleine ongewervelde dieren die op de grond leven, zoals kakkerlakken, krekels, duizendpoten en schorpioenen.